# パットン将軍 最後の日々
『パットン将軍 最後の日々』（原題：The Last Days of Patton）は、1986年に放送されたアメリカ合衆国のテレビ映画である。1970年の映画『パットン大戦車軍団』の続編で、第二次世界大戦中に英雄としてその名を知られたジョージ・パットン将軍の戦後とその死までの数か月を題材としている。前作と同様、ジョージ・C・スコットがパットン将軍を演じた。デルバート・マンが手がけた最後の作品である。

## あらすじ
終戦後、バイエルン州占領軍司令官となったパットンはドイツ再建に向けて州政府の再構築に着手する。しかし、この際にあえて非ナチ化を行わず「有能であれば過去は問わない」と元ナチ党員の州知事や職員を採用したうえ、捕虜のSS隊員に軍人らしさを取り戻すように求めたことが問題視され、アイゼンハワー将軍により更迭されてしまった。その後、パットンは第二次世界大戦中の戦史編纂を任務とする「事務屋部隊」こと第15軍の司令官に就任する。
そして1945年12月9日、帰国を翌日に控えていたその日、パットンは交通事故に巻き込まれて脊柱に深刻な損傷を負い、首から下が完全に麻痺してしまった。病院のベッドに力なく横たわるパットンは、これまでの人生を回想する。父から聞かされた南北戦争での祖父の英雄譚、陸軍士官学校時代、妻ベアトリスとの出会い、陸軍への戦車導入の試みなど、様々なエピソードがフラッシュバックしていく。

## キャスト
- ジョージ・C・スコット - ジョージ・パットン大将
- エヴァ・マリー・セイント - ベアトリス・パットン（パットンの妻）
- マーレイ・ハミルトン - ホバート・"ハップ"・ゲイ（英語版）准将
- エド・ローター - ポール・ヒル軍医中佐
- リチャード・ダイサート - ドワイト・D・アイゼンハワー元帥
- キャサリン・リー・スコット（英語版） - ジェーン・ゴードン（パットンの姪）
- ロン・バーグラス - 青年期のパットン
- ホルスト・ヤンソン（英語版） - フォン・ヴァンゲンハイム男爵
- ダニエル・ベンザリ（英語版） - グレン・スプーリング大佐
- ドン・フェローズ - ウォルター・ベデル・スミス中将
- エロール・ジョン（英語版） - メークス一等軍曹
- アラン・マクナートン（英語版） - ヒュー・ケインズ（英語版）准将
- ポール・マクスウェル - ジェフリー・キース（英語版）中将
- リー・パターソン（英語版） - ポール・ハーキンス（英語版）大佐
- シェーン・リマー（英語版） - ローレンス・ボール軍医大佐
- マイケル・ドメニコ - 幼少期のパットン